# 艾氏人体解剖学
艾氏人体解剖学（英語：Acland's Video Atlas of Human Anatomy）是一部由路易斯维尔大学的罗伯特·阿克兰（Robert Acland）主持的解剖学视频课程。

## 内容
1. 上肢
2. 下肢
3. 躯干 (肌肉骨骼系統)
4. 头颈部（第一部分）
5. 头颈部（第二部分）
6. 内脏、生殖系统